# بکلابیتو (نیومکزیکو)
بکلابیتو (به انگلیسی: Beclabito) یک منطقهٔ مسکونی در ایالات متحده آمریکا است که در شهرستان سن خوآن، نیومکزیکو واقع شده‌است. بکلابیتو ۱۹٫۴ کیلومتر مربع مساحت و ۳۱۷ نفر جمعیت دارد و ۱٬۶۹۹ متر بالاتر از سطح دریا واقع شده‌است.